# Stuart MacBride
Pour les articles homonymes, voir MacBride.
Stuart MacBride, né le 27 février 1969 à Dumbarton, dans la région du West Dunbartonshire, en Écosse, est un écrivain écossais, auteur de roman policier et de thriller.

## Biographie
Il grandit à Aberdeen. Il étudie l'architecture sans succès, voyage beaucoup, puis travaille d'abord dans la conception graphique et la programmation informatique avant de s'essayer à l'écriture. 
Il s'essaie sans succès à l'écriture de récits de science-fiction, puis se fait connaître à partir de 2005 avec la série policière consacrée aux aventures de l'officier de police Logan McRae, dont le premier titre, Cold Granite, est un plébiscite en Grande-Bretagne. À la suite du succès de ses livres, il devient romancier à temps plein et ajoute presque chaque année un nouveau titre à la série des enquêtes de Logan McRae qui se déroulent presque toutes à Aberdeen.
Plusieurs romans de MacBride ont été traduits en français, d'abord par les éditions Michel Lafon, puis par Calmann-Lévy dans sa nouvelle collection dirigée par Robert Pépin.

## Œuvre

### Romans

#### SérieLogan McRae
- Cold Granite (2005) Publié en français sous le titre Cold Granite, traduction de Bernard Ferry, Neuilly-sur-Seine, M. Lafon, 2007, réédition, Paris, J'ai Lu no 9056, 2008.
- Dying Light (2006) Publié en français sous le titre Mortelle Écosse, traduction de Bernard Ferry, Neuilly-sur-Seine, M. Lafon, 2008, réédition, Paris, J'ai Lu no 8734, 2009.
- Broken Skin ou Bloodshoot (2007)
- Flesh House (2008)
- Blind Eye (2009)
- Dark Blood (2010)
- Shatter the Bones (2011)
- Partners in Crime (2012)
- Close to the Bone (2013)
- The Missing and the Dead (2015)
- In the Cold Dark Ground (2016)
- The Blood Road (2018)

#### SérieLogan et Steel
- Partners in Crime (2012)
- The 45% Hangover (2014)
- 22 Little Dead Bodies (2015)

#### SérieAsh Henderson
- Birthdays for the Dead (2012) Publié en français sous le titre Surtout ne pas savoir, traduction de William Oliver Desmond, Paris, Calmann-Lévy, coll. Robert Pépin présente …, 2013.
- A Song for the Dying (2014)

#### SérieTwelve Days of Winter: Crime at Christmas
- 11 Pipers Piping (2011)
- 12 Drummers Drumming (2011)

#### Autres romans
- Sawbones (2008), court roman
- Halfhead (2009)
- A Dark So Deadly (2017)
- Now We Are Dead (2017)

## Prix et distinctions notables
- Prix Barry 2006 du meilleur premier roman pour Cold Granite[1]                 .
- Nomination au International Thriller Writers Awards (en) 2006 du meilleur premier roman pour Cold Granite[2].
- Nomination au Theakston's Old Peculier (en) 2006 pour Cold Granite.
- Dagger in the Library 2007.
- Nomination au Theakston's Old Peculier (en) 2007 pour Dying Light.
- Nomination au Prix Barry 2007 du meilleur roman pour Dying Light[1].
- Nomination au Theakston's Old Peculier (en) 2007 pour Broken Skin.